# Station Dordrecht
Station Dordrecht is het oudste treinstation van de stad Dordrecht, in de Nederlandse provincie Zuid-Holland. Het op 1 januari 1872 geopende station ligt ten zuiden van het centrum, bij de negentiende-eeuwse schil. Het station is een Waterstaatstation van de eerste klasse en is een van de twee stations die in deze klasse is gebouwd, de ander zijnde Station Zwolle.

## Geschiedenis
Het station ligt buiten de vroegere stadsmuren van Dordrecht en buiten de vroegere bebouwing. Om de stad te verbinden met het station is een rechtstreekse doorsteek naar de stad aangelegd, de Johan de Wittstraat. Langs deze route is in 1879 een paardentramlijn geopend naar het centrum van Dordrecht en de Merwekade, waar er aansluiting was op de veerboten naar de streek. Deze tram is in 1919 opgeheven.
Dordrecht werd op het spoorwegennet aangesloten toen men Rotterdam wilde verbinden met Antwerpen. Deze verbinding kon tot stand komen na de bouw van de spoorbruggen over de grote rivieren ten noordwesten en zuiden van Dordrecht en werd in 1872 geopend. Op 1 januari 1872 de verbinding met Breda/Roosendaal en op 1 november 1872 met Rotterdam. Op 16 juli 1885 kwam de verbinding naar Gorinchem in gebruik.
De dichtstbijzijnde stations zijn Dordrecht Stadspolders, Dordrecht Zuid en Zwijndrecht. In station Dordrecht sluit de spoorlijn Elst - Dordrecht aan op de spoorlijn Breda - Rotterdam.
In 2004 heeft men om de overlast van hangjongeren tegen te gaan permanent toezicht van stadswachten ingesteld en door middel van hekken de toegang vernauwd. Dit leidde tot gemengde reacties bij de Dordtse bevolking.

## Station en omgeving
Het stationsgebouw is in neorenaissancestijl opgetrokken en valt op door zijn monumentale bouwstijl.  Hoewel Karel Hendrik van Brederode gezien wordt als de architect van de standaardstations, is het station van de hand van Nicolaas Johannes Kamperdijk. In de tijd dat het station gebouwd werd, stond het op het grondgebied van de toenmalige gemeente Dubbeldam.

## OV-chipkaart
Dit station is sinds mei 2016 afgesloten met OVC-poorten op de MerwedeLingelijn van Qbuzz en op Staatslijn I met OVC-poorten van NS. Voor overstappers zijn er zowel Qbuzz- als NS-palen waar zij kunnen uit- en inchecken bij deze maatschappijen.

## Infrastructuur
Station Dordrecht beschikt over drie perrons met daarlangs zeven perronsporen: 1-5, 15 en 20. De sporen 1-5 worden gebruikt voor doorgaande treinen, perronspoor 15 is een kopspoor aan de oostzijde, in gebruik voor treinen richting Geldermalsen en het westelijke kopspoor 20 wordt alleen in de ochtend gebruikt door een Sprinter richting Rotterdam. Daarnaast heeft Dordrecht nog een aantal goederensporen. Aan de westzijde van het emplacement, ter hoogte van de vroegere Spoorweghaven, sluit de stamlijn naar de Dordtse havens aan.
In 1995 is een derde spoor richting Lage Zwaluwe aangelegd (zie Aanleg van het derde spoor in 1995). Dit om goederentreinen de mogelijkheid te geven om te wachten buiten het station zonder de reizigerstreinen te hinderen. Er is een belangrijke helling naar de nieuwe spoorbrug. Deze heeft een grotere hoogte dan de oude spoorbrug. Bij het nemen van de brug heeft een zware goederentrein een aanloop nodig zonder stopseinen. Ook komende van Geldermalsen is een extra spoor aangelegd.

## Afbeeldingen

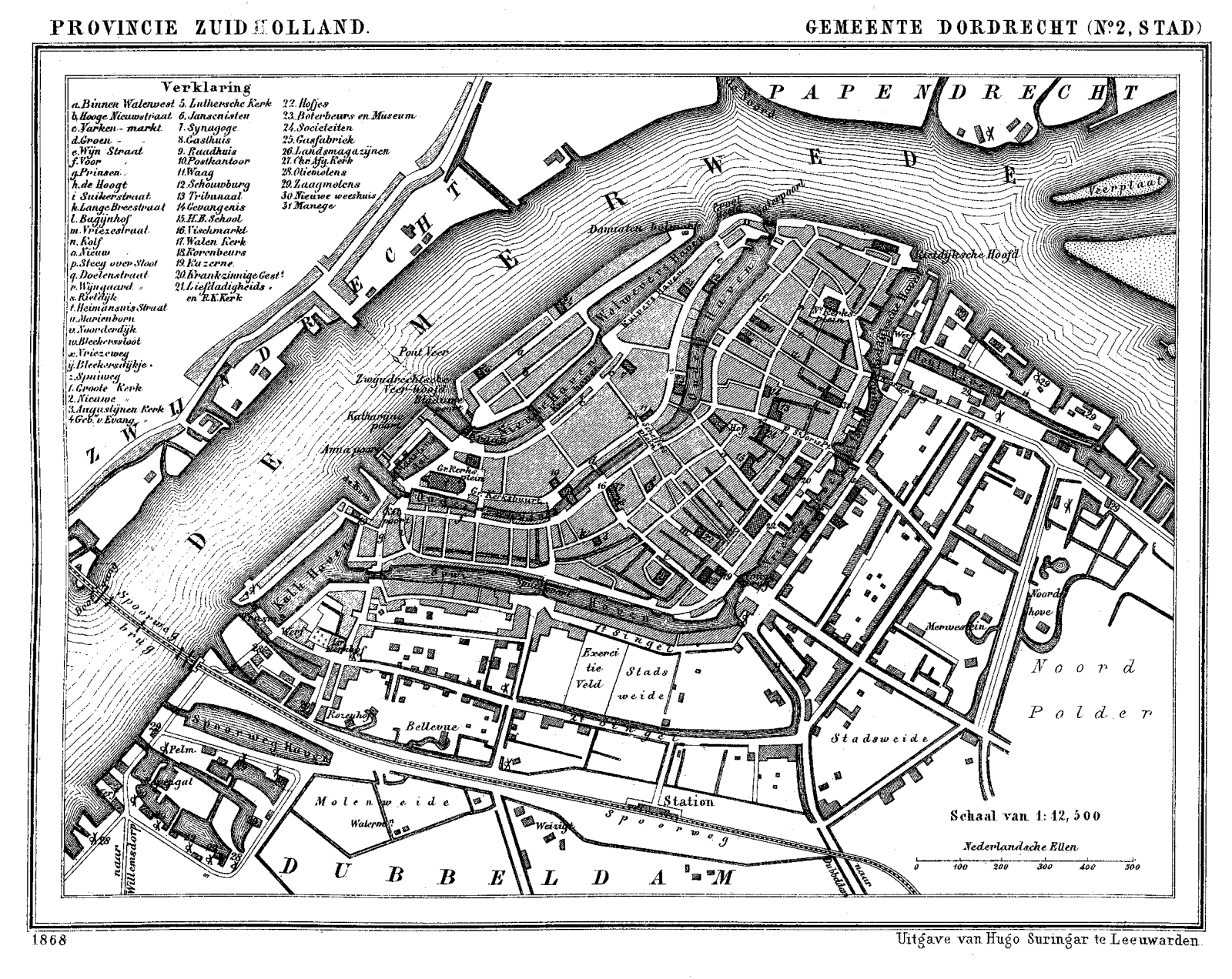
Station locatie begintijd
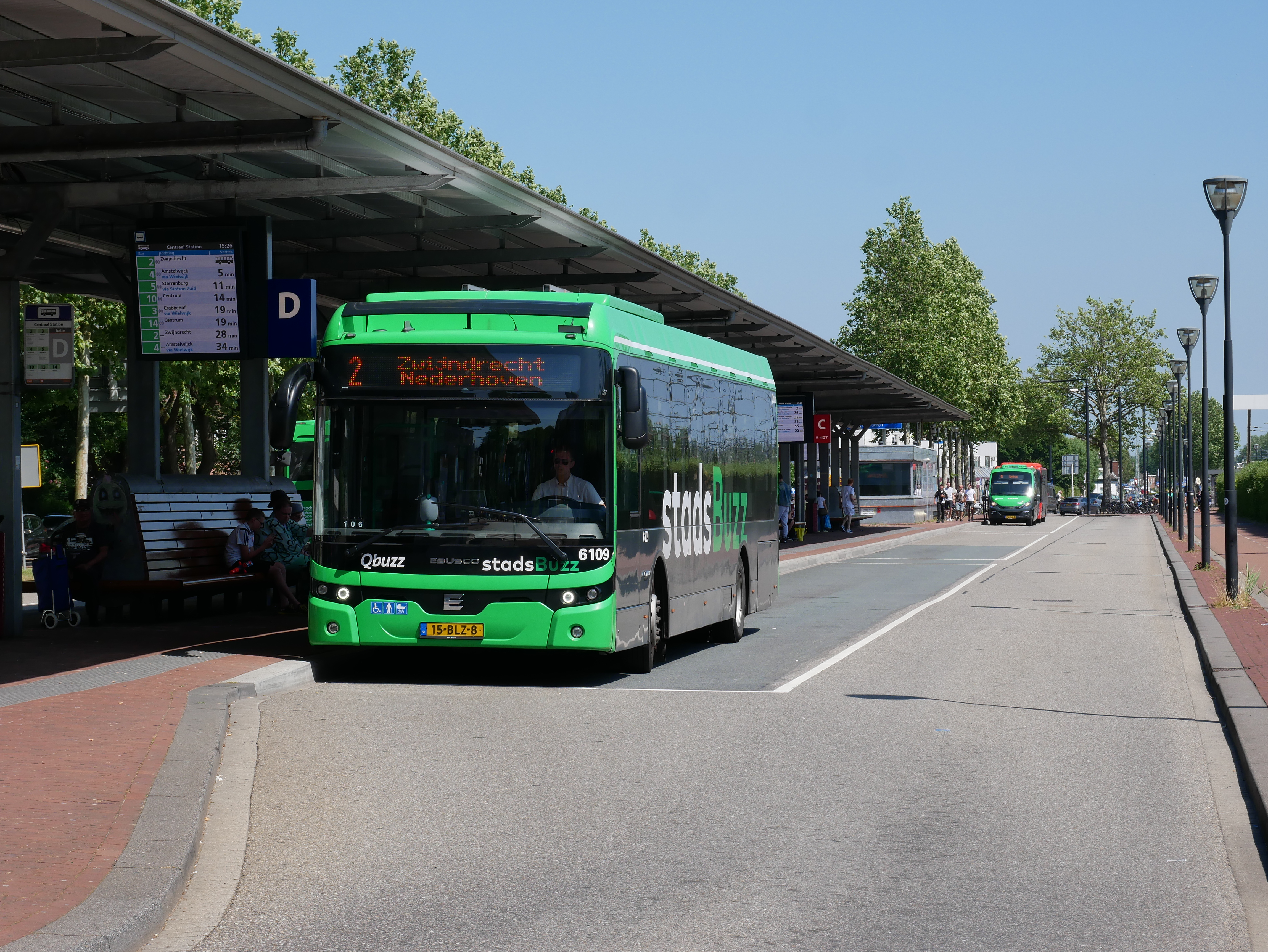
Bus op het busstation
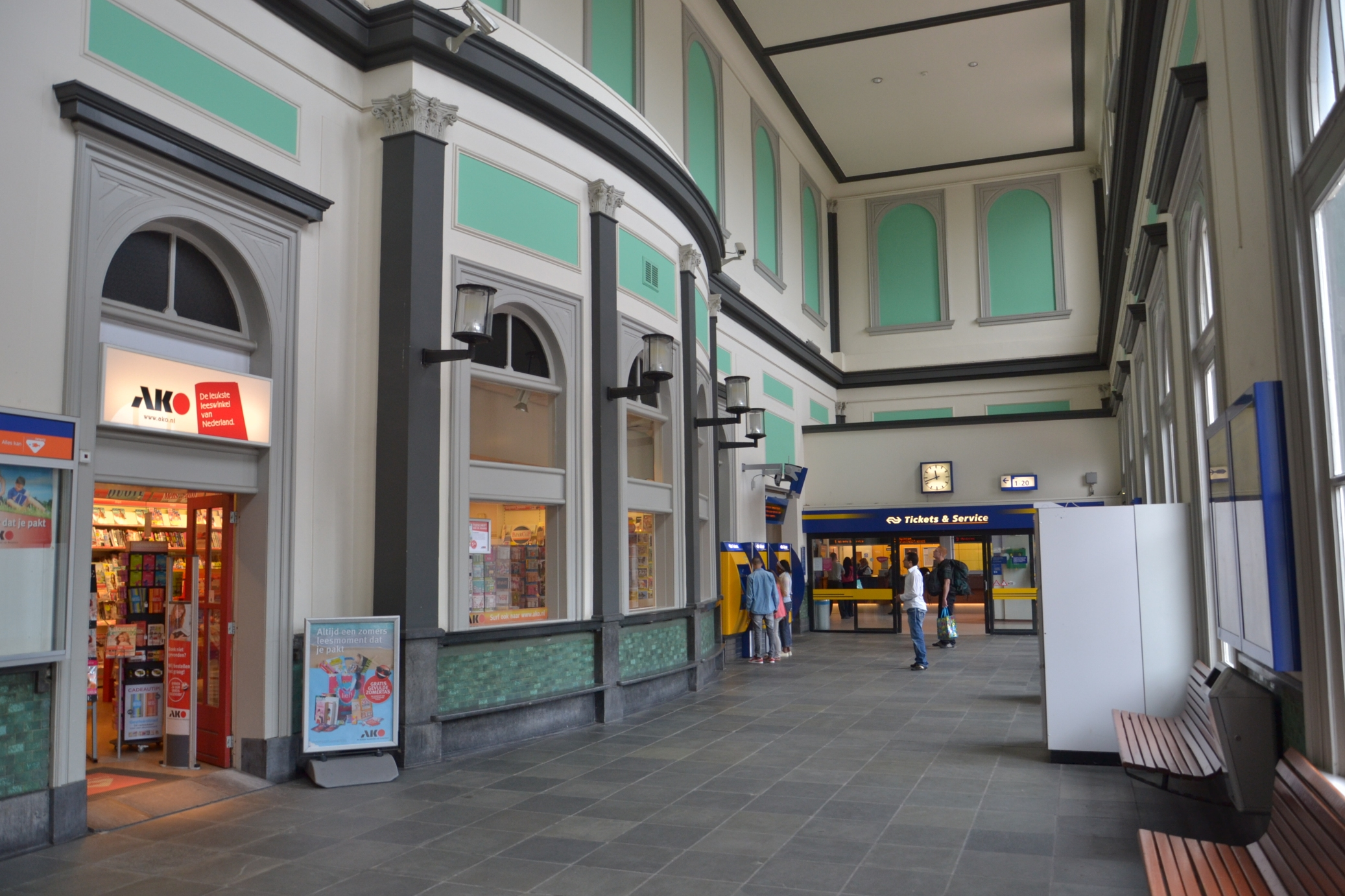
Interieur van het stationsgebouw, met de oude en nieuwe loketten
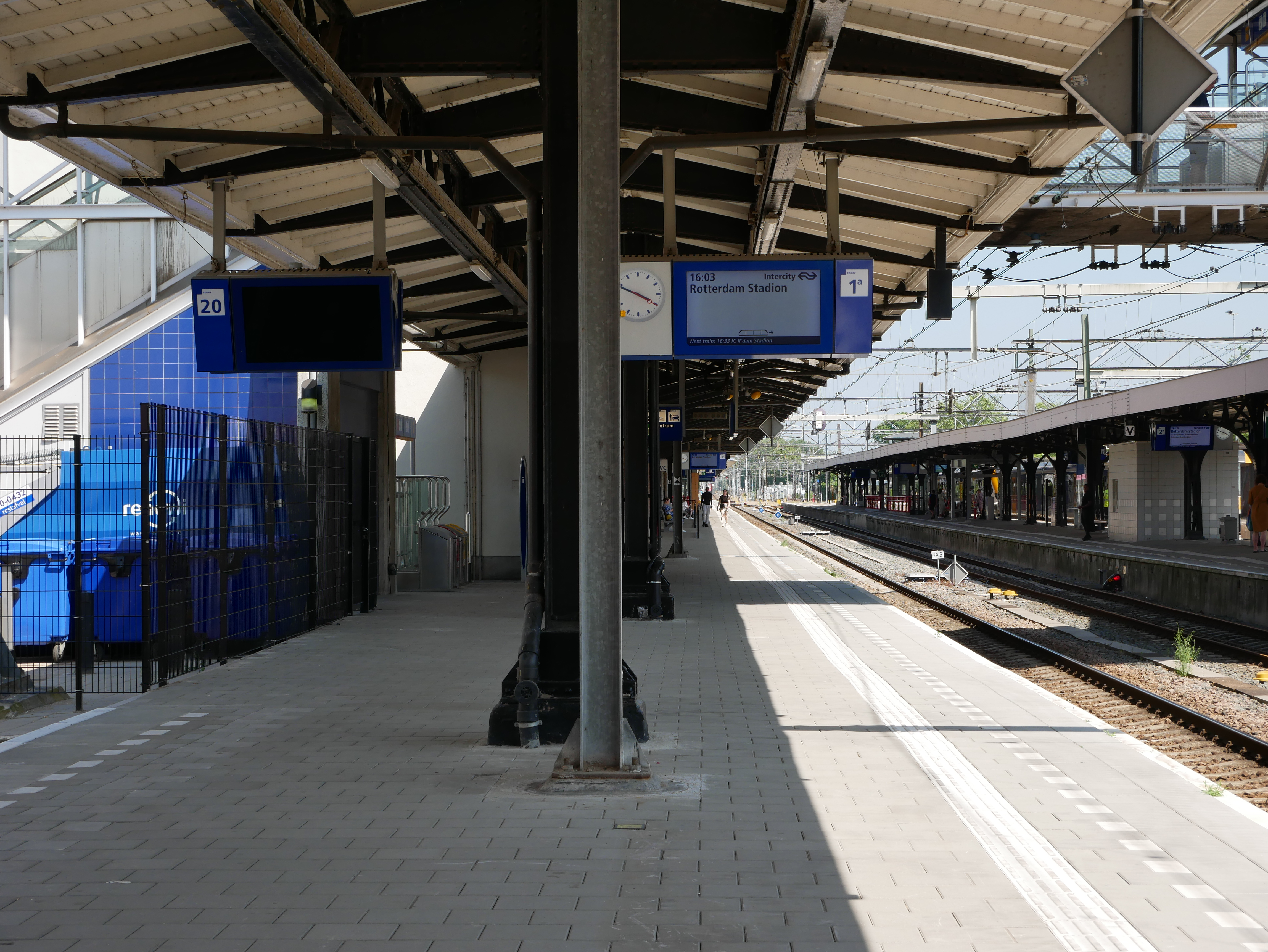
Spoor 1 en 20, achterzijde stationsgebouw.
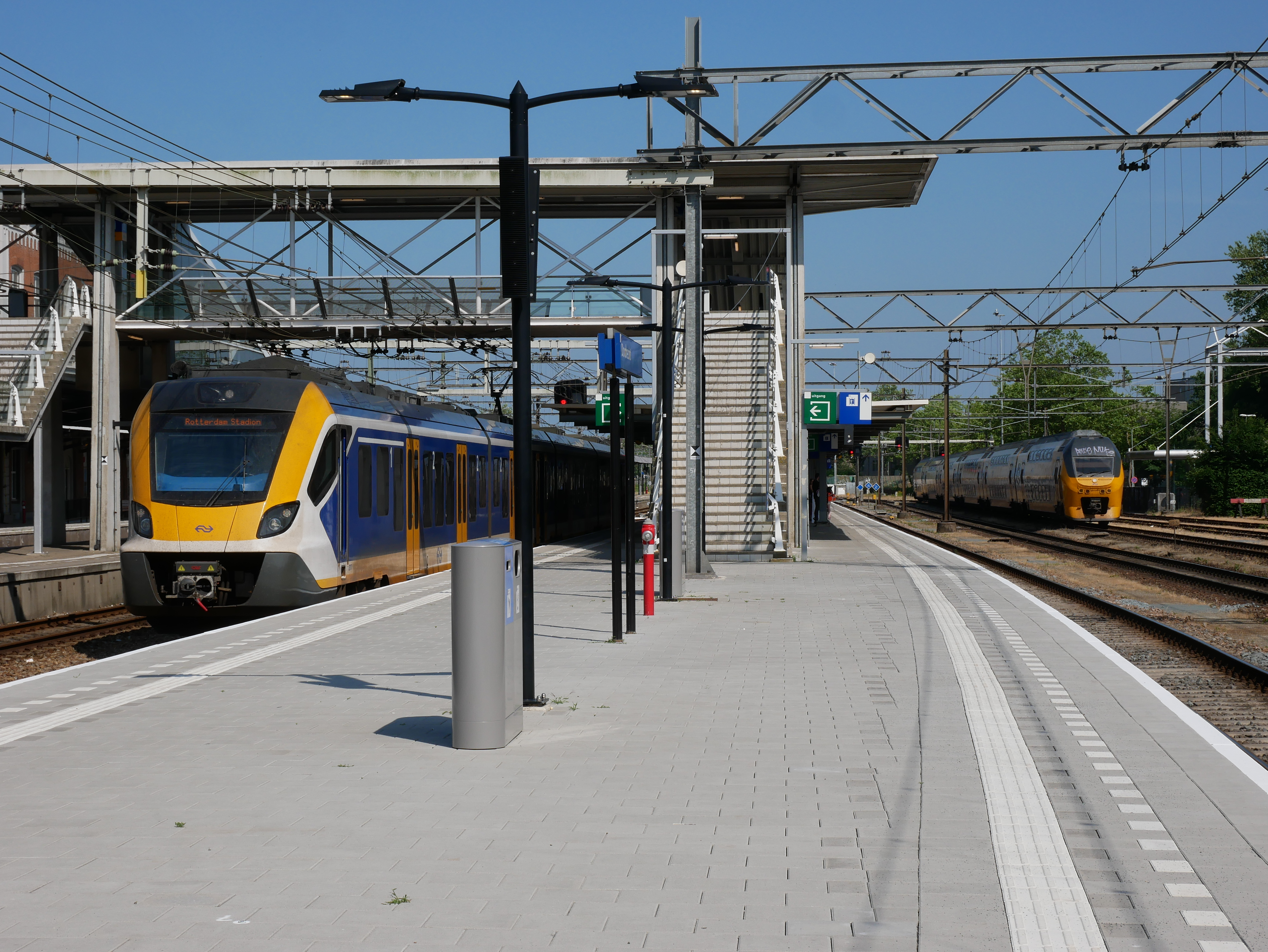
Spoor 4 en 5.
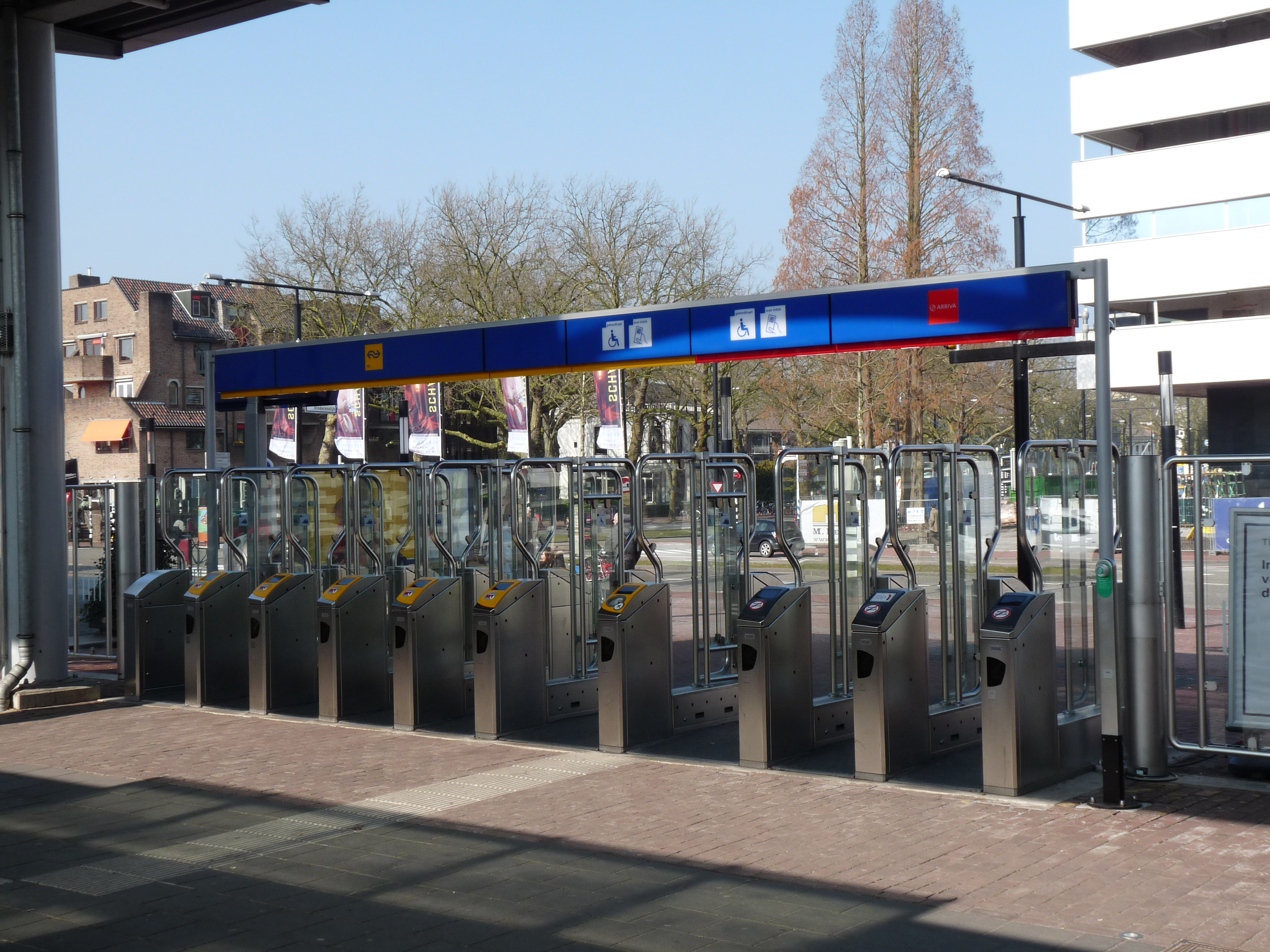
NS en Qbuzz poorten naast elkaar
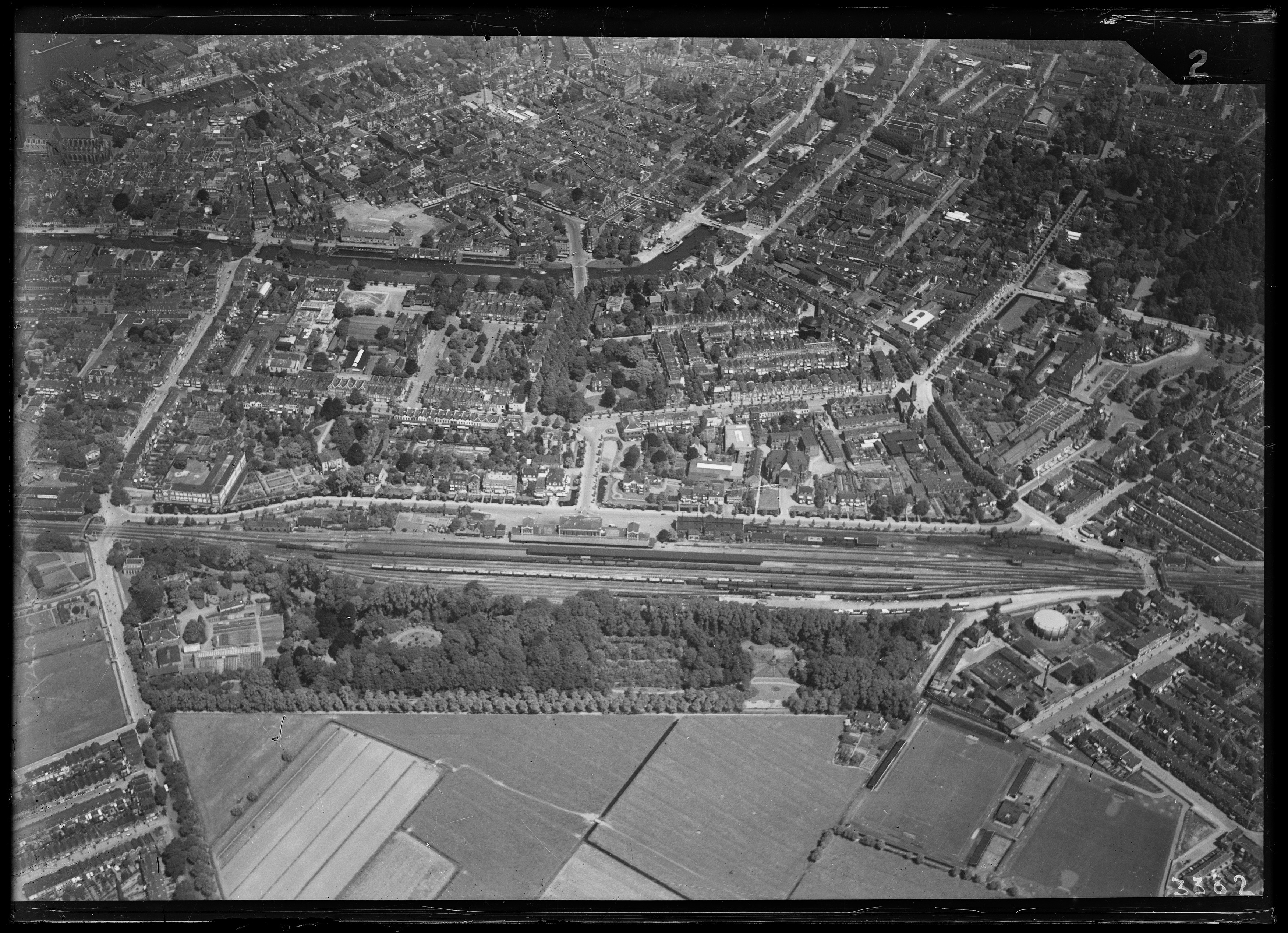
Station Dordrecht voor de Tweede Wereldoorlog (tussen 1920 en 1940).

## Treindienst
Het station wordt in de dienstregeling 2025 door de volgende treinseries bediend:
| Serie            | Treinsoort         | Route | Bijzonderheden |
| ---------------- | ------------------ | --- | --- |
| 2200             | Intercity (NS)     | Amsterdam Centraal – Amsterdam Sloterdijk – Haarlem – Leiden Centraal – Den Haag HS – Delft – Schiedam Centrum – Rotterdam Centraal – Dordrecht – Roosendaal – Vlissingen                                  | Rijdt op weekdagen overdag 1x/uur en vormt een halfuurdienst met series 2300 (tussen Amsterdam Centraal en Roosendaal) en 6500 (tussen Roosendaal en Vlissingen). 's Avonds en in het weekend rijdt deze serie 2x/uur. |
| 2300             | Intercity (NS)     | Amsterdam Centraal – Amsterdam Sloterdijk – Haarlem – Leiden Centraal – Den Haag HS – Delft – Schiedam Centrum – Rotterdam Centraal – Dordrecht – Roosendaal – Vlissingen                                  | Rijdt alleen op weekdagen overdag en rijdt 1x/uur. Vormt tussen Amsterdam Centraal en Roosendaal een halfuursdienst met serie 2200. 's Avonds en in het weekend rijdt serie 2200 2x/uur.                               |
| 3500             | Intercity (NS)     | Dordrecht – Rotterdam Centraal – Schiedam Centrum – Delft – Den Haag HS – Leiden Centraal – Schiphol Airport – Amsterdam Zuid – Utrecht Centraal – 's-Hertogenbosch – Eindhoven Centraal – Helmond – Venlo | Rijdt na circa 22:30, op zaterdagochtend tot circa 9:00 en op zondagochtend tot circa 10:00 niet tussen Dordrecht en Utrecht Centraal v.v.                                                                             |
| 5000             | Sprinter (NS)      | Den Haag Centraal – Den Haag HS – Delft – Schiedam Centrum – Rotterdam Centraal – Rotterdam Blaak – Rotterdam Lombardijen – Dordrecht                                                                      | Rijdt niet na 20:00 uur en in het weekend. |
| 5100             | Sprinter (NS)      | Den Haag Centraal – Den Haag HS – Delft – Schiedam Centrum – Rotterdam Centraal – Rotterdam Blaak – Rotterdam Lombardijen – Dordrecht                                                                      | |
| 5200             | Sprinter (NS)      | Den Haag Centraal – Den Haag HS – Delft – Schiedam Centrum – Rotterdam Centraal – Rotterdam Blaak – Rotterdam Lombardijen – Dordrecht                                                                      | Rijdt enkel van maandag tot en met donderdag tot circa 19:00 uur. |
| 5900             | Sprinter (NS)      | Dordrecht – Roosendaal | Rijdt na 20:00 uur en in het weekend 1x/uur. |
| 6600             | Sprinter (NS)      | Dordrecht – Breda – Tilburg – 's-Hertogenbosch – Nijmegen – Arnhem Centraal | Rijdt alleen doordeweeks tot 19:00 uur tussen Nijmegen en Arnhem Centraal v.v. |
| 7100             | Stoptrein (Qbuzz)  | Dordrecht – Gorinchem | Rijdt onder de formule van R-net. Stopt niet in Hardinxveld Blauwe Zoom. |
| 7200             | Stoptrein (Qbuzz)  | Dordrecht – Gorinchem – Geldermalsen | Rijdt onder de formule van R-net. |
| Nachttrein 17300 | Nachttrein (Qbuzz) | Dordrecht – Rotterdam Centraal – Rotterdam Alexander – Gouda – Woerden – Utrecht Centraal | Rijdt op vrijdag- en zaterdagnacht twee ritten in beide richtingen. |
| 21410            | Intercity (NS)     | Rotterdam Centraal – Dordrecht – Eindhoven Centraal | Nachtnet. Rijdt alleen in de nachten volgend op vrijdag en zaterdag. |

Na middernacht rijden de laatste twee intercity's richting Vlissingen (2200-serie) niet verder dan Roosendaal. Beiden stoppen tot Roosendaal op alle tussengelegen stations.

## Ontwikkeling aantal reizigers
Het aantal door NS vervoerde reizigers (per gemiddelde werkdag) ontwikkelde zich sedert 2019 als volgt:
| Jaar | Aantal reizigers |
| ---- | ---------------- |
| 2019 | 27.860           |
| 2020 | 13.147           |
| 2021 | 13.766           |
| 2022 | 18.817           |
| 2023 | 20.970           |
| 2024 | 20.360           |

0: Elst ·
1: Vork ·
6: Valburg ·
11: Zetten-Andelst ·
15: Hemmen-Dodewaard ·
17: Opheusden ·
21: Kesteren ·
25: Schaapsteeg ·
27: Echteld ·
33: Tiel ·
35: Tiel Passewaaij ·
37: Wadenoijen ·
41: Utrechtsche Straatweg ·
45: Geldermalsen ·
51: Beesd ·
55: Rhenoy ·
58: Leerdam ·
66: Arkel ·
Gorinchem Noord ·
71: Gorinchem ·
73: Schelluinen ·
75: Giessen-Nieuwkerk ·
77: Boven Hardinxveld ·
78: Hardinxveld-Giessendam (1885) ·
79: Hardinxveld-Giessendam (1957) ·
80: Gasfabriek ·
Hardinxveld Blauwe Zoom ·
84: Sliedrecht ·
86: (Sliedrecht) Baanhoek ·
87: Sliedrecht Baanhoek ·
90: 't Visschertje ·
91: Dordrecht Stadspolders ·
94: Dordrecht
0,0: Breda ·
4,8: Breda-Prinsenbeek ·
6,0: Beek ·
10,8: Langeweg ·
14,9: Lage Zwaluwe ·
18,2: Moerdijk SS (voorm. einde) ·
21,1: Willemsdorp ·
26,9: Dordrecht Zuid ·
29,5: Dordrecht ·
31,5: Zwijndrecht ·
39,1: Barendrecht ·
42,2: Rotterdam Lombardijen ·
43,8: IJsselmonde ·
44,0: Rotterdam Stadion ·
45,0: Mallegat ·
45,1: Rotterdam Zuid ·
46,2: Fijenoord ·
47,5: Rotterdam Blaak ·
49,1: Rotterdam Centraal
Alphen a/d Rijn ·
Arkel · 
Barendrecht · 
Bodegraven · 
Boskoop · 
-Snijdelwijk · 
Boven Hardinxveld · 
Capelle Schollevaar · 
De Vink · 
Delft · 
-Campus · 
Den Haag:
-Centraal · 
-HS ·
-Laan van NOI · 
-Mariahoeve · 
-Moerwijk · 
-Ypenburg · 
Dordrecht · 
-Stadspolders ·
-Zuid ·
Gorinchem · 
Gouda · 
-Goverwelle · 
Hardinxveld:
-Blauwe Zoom · 
-Giessendam · 
Hillegom · 
Lansingerland-Zoetermeer · 
Leiden:
-Centraal · 
-Lammenschans · 
Nieuwerkerk a/d IJssel · 
Rijswijk · 
Rotterdam:
-Alexander · 
-Blaak · 
-Centraal · 
-Lombardijen · 
-Noord · 
-Stadion · 
-Zuid · 
Sassenheim · 
Schiedam Centrum · 
Sliedrecht · 
-Baanhoek · 
Voorburg · 
Voorhout · 
Voorschoten ·
Waddinxveen · 
-Noord ·
-Triangel ·
Zoetermeer · 
-Oost · 
Zwijndrecht
Geplande stations:
Gorinchem Noord · Hazerswoude-Koudekerk · Schiedam Kethel
Voormalige stations: zie de lijst van voormalige spoorwegstations in Zuid-Holland